# Partido Demócrata Cristiano (El Salvador)
El Partido Demócrata Cristiano de El Salvador (PDC), llamado Partido de la Esperanza entre 2011-2012, es un partido político de ideología humanista cristiana. fundado el 12 de octubre de 1960, que durante décadas desempeñó un importante papel en la historia política de El Salvador. Sus fundadores originales Abraham Rodríguez, Ana Castula Jiménez, y los primeros seguidores de él fueron José Ítalo Giammatei, Vicente Vilanova, Guillermo Manuel Ungo (padre), Julio Adolfo Rey Prendes y José Napoleón Duarte, quien fue el primer Presidente Civil que hubo en El Salvador después de 13 violaciones por militares a la Constitución de la República de El Salvador. Antes de la fundación del partido se reunían grupos de personas para estudiar la doctrina social de la Iglesia católica en el Municipio de Jiquilisco, Departamento de Usulután, por eso se le llamó demócrata cristiano.

## Historia
El PDC se fundó como un partido opositor al régimen militar. Sin embargo, en 1961 se le propuso a su dirigencia llevar como candidato al coronel Julio Adalberto Rivera para las elecciones de 1962. El PDC se negó, pero varios de sus fundadores (como Vilanova y Giammatei) se separaron y contribuyeron a la fundación del Partido de Conciliación Nacional, (PCN) que administraría varios gobiernos militares hasta 1979. El PDC se propuso ocupar un lugar en el centro del espectro político de El Salvador, entre el oficialista Partido de Conciliación Nacional (PCN) y los grupos de la izquierda, como el Partido Comunista Salvadoreño y el Partido de Acción Renovadora (PAR). En 1964, el ingeniero José Napoleón Duarte fue elegido Alcalde de San Salvador. Duarte mantuvo el cargo hasta 1970 y se convirtió en el líder más visible de la oposición antimilitarista. Otros dirigentes democristianos, como Carlos Herrera Rebollo, José Antonio Morales Erlich y Adolfo Rey Prendes ocuparían la Alcaldía de San Salvador en los siguientes años.

## Unión Nacional Opositora
En 1972, el PDC formó una alianza conocida como Unión Nacional Opositora (UNO) junto con el socialdemócrata Movimiento Nacional Revolucionario (MNR) y la Unión Democrática Nacionalista (UDN), frente abierto del Partido Comunista Salvadoreño, y presentó como candidato presidencial a Duarte. Muchos historiadores consideran que la UNO ganó la elección, pero las autoridades electorales proclamaron la victoria del Coronel Arturo Armando Molina, candidato del PCN, en medio de las acusaciones de fraude.
El 25 de marzo de 1972 se produjo un intento de golpe de Estado contra el presidente Fidel Sánchez Hernández, para evitar la llegada del poder de Molina. Duarte se sumó a la asonada, fue capturado por la Guardia Nacional, torturado y exiliado a Venezuela. Otros dirigentes democristianos debieron abandonar el país, y muchos militantes y simpatizantes del PDC fueron perseguidos por el gobierno militar, especialmente en las áreas rurales, a través de la Organización Democrática Nacionalista (ORDEN).
En 1977, la UNO llevó como candidato presidencial al coronel retirado Ernesto Claramount, junto con Antonio Morales Erlich para la vicepresidencia. Luego de los comicios, hubo fuertes protestas de fraude en la Plaza Libertad, reprimidas por los cuerpos de seguridad, el 28 de febrero de ese año. De esa coyuntura surgieron las Ligas Populares "28 de febrero", ligadas al Ejército Revolucionario del Pueblo (El Salvador), formado en 1972 por jóvenes democristianos radicalizados, como Alejandro Rivas Mira, Joaquín Villalobos, Lil Milagro Ramírez; entre otros.
El 15 de octubre de 1979 fue derrocado el gobierno del general Carlos Humberto Romero y se formó la Junta Revolucionaria de Gobierno, en la cual solamente participó el "sector progresista" del PDC, que sería expulsado del gobierno y del partido a principios de 1980. El PDC se reorganizó y se incorporó a la llamada "Segunda Junta" (1980), y el liderazgo de Duarte se afianzó durante la "Tercera Junta" (1980-1982).

## Elecciones Presidenciales de 1984 y En la Actualidad
En 1982 se convocaron comicios para elegir una Asamblea Constituyente. Se nombró a un presidente provisional, el banquero Álvaro Magaña, En esos comicios, el PDC logró la primera minoría, pero un acuerdo político formado por Alianza Republicana Nacionalista (ARENA) y el Partido de Conciliación Nacional (PCN), logró formar una mayoría de derecha. El PDC participó activamente en la redacción de la nueva Constitución, promulgada en 1983. 
En las comicios presidenciales de 1984, José Napoleón Duarte, como candidato del PDC, ganó la Presidencia de la República, venciendo a Roberto D'abuisson, de ARENA. Duarte gobernó hasta el 1 de junio de 1989, hasta unos meses antes de su muerte, debida al cáncer, en medio de la guerra civil y una severa crisis económica. Posteriormente en las elecciones de 1989, el candidato democristiano Fidel Chávez Mena fue derrotado por Alfredo Cristiani, de ARENA. misma situación ocurre en las elecciones de 1994 siendo de nuevo candidato y finalizando esta vez en el tercer lugar de la contienda, tras los también aspirantes Armando Calderón Sol de ARENA y Rubén Zamora del FMLN respectivamente. 
Para las elecciones presidenciales de 1999 se postula uno de los líderes históricos del partido Rodolfo Parker; sin embargo, queda en cuarto lugar en las votaciones generales al solo lograr 73,163 votos, desde ese momento el PDC iniciaría una etapa de decadencia en lo que apoyo popular se refiere. 
En las elecciones presidenciales de 2004 el PDC participa en coalición junto al partido CDU con el candidato Héctor Silva, sin embargo al igual que el PCN, obtuvo menos del tres por ciento de los votos necesarios para seguir existiendo legalmente, de acuerdo con el Código Electoral vigente, por lo que el Tribunal Supremo Electoral inició el proceso de cancelación de ambos partidos políticos. Pero a finales de ese mismo año, la Sala de lo Constitucional de la Corte Suprema de Justicia admitió y resolvió favorablemente al PDC, al igual que para el PCN, una demanda de amparo presentada por sus dirigentes, por lo que el PDC siguió con vida, y en 2005 fue revivido de manera definitiva por un decreto legislativo que benefició también al PCN y que incluso pretendía favorecer al Centro Democrático Unido (CDU), partido político que se encontraba en la misma situación jurídica, pero que aceptó su cancelación. De esta manera, el PDC participó legalmente en las elecciones de alcaldes y diputados de 2006 y las presidenciales de 2009 en las cuales su candidato Carlos Rivas Zamora declino en continuar en contienda (único caso de retiro en la historia del instituto político) . Sin embargo, en 2011 una nueva Sala de lo Constitucional de la Corte Suprema de Justicia declaró inconstitucional el decreto legislativo que revivió al PDC y al PCN en 2005, por lo que le ordenó al Tribunal Supremo Electoral que reiniciara el proceso de cancelación de estos dos partidos políticos. Dicha cancelación fue aprobada el 3 de julio de 2011 y ratificada el 20 de septiembre de 2011.
A raíz de la cancelación del PDC en 2011, sus dirigentes deciden formar un nuevo partido político conocido con el nombre de "Partido de la Esperanza", abreviado con las siglas "PES", con el cual pudieron inscribir candidaturas para las elecciones de diputados y alcaldes de 2012. Pero al mismo tiempo, los dirigentes del PDC, al igual que los del PCN, demandaron ante la Sala de lo Contencioso Administrativo de la Corte Suprema de Justicia al Tribunal Supremo Electoral por haber efectuado la ratificación de esa cancelación con tres votos en lugar de cuatro que exigía el Código Electoral vigente. La Sala de lo Contencioso Administrativo admitió las demandas y suspendió la ratificación de la cancelación del PDC y PCN mientras estudiaba los procesos iniciados por los inconformes. Pero antes de pronunciarse la sentencia definitiva, los representantes del PDC retiraron la demanda, por lo que la ratificación de la cancelación se convirtió en definitiva, y en septiembre de 2012 los dirigentes del Partido de la Esperanza le pidieron al Tribunal Supremo Electoral cambiar ese nombre por el de Partido Demócrata Cristiano. Esa solicitud fue aceptada de manera unánime por el Tribunal Supremo Electoral al considerar que el Código Electoral vigente permitía a un partido político, luego de un año de cancelado, retomar el nombre, colores y símbolos originales. De esta manera, el Partido Demócrata Cristiano recuperó su antiguo nombre, sus mismos colores y sus siglas tradicionales "PDC".
De esta manera, los miembros del PDC aseguraron su participación en las elecciones presidenciales de 2014. Bajo la dirección del refundado PDC, dos años y tres días después fue conformada la coalición política que impulsó la candidatura presidencial de Elías Antonio Saca. La coalición política estaba compuesta por los partidos políticos Gran Alianza por la Unidad Nacional (GANA), Partido de Concertación Nacional (PCN), y Partido Demócrata Cristiano (PDC), denominándose "Movimiento Unidad". La coalición política Unidad inscribió a sus candidatos a la Presidencia y Vicepresidencia de la República el 30 de octubre de 2013 con el propósito de participar en los comicios presidenciales del 2 de febrero de 2014. Sin embargo, en esa fecha Unidad quedó eliminada de la contienda electoral al quedar en tercer lugar en el número de votos obtenidos frente a los candidatos presidenciales del FMLN y de ARENA, quienes pasaron a disputar la segunda vuelta electoral el 9 de marzo de 2014.

## Resultados electorales

### Elecciones presidenciales
|  | 21.62 % |

|  | 42.14 % |

|  | 32.7 % |

|  | 43.41 % |

|  | 53.59 % |

|  | 36.49 % |

|  | 16.27 % |

|  | 5.68 % |

|  | 3.90 % |

|  | 11.44 % |

|  | 31.72 % |

|  | 84.65 % |

### Parlamentarias
|  | 18.7 % |

|  | 26.1 % |

|  | 31.2 % |

|  | 43.3 % |

|  | 27.0 % |

|  | 22.7 % |

|  | 39.9 % |

|  | 40.2 % |

|  | 52.4 % |

|  | 35.1 % |

|  | 28.0 % |

|  | 17.87 % |

|  | 8.4 % |

|  | 7.2 % |

|  | 7.3 % |

|  | 6.8 % |

|  | 6.94 % |

|  | 2.78 % |

|  | 2.48 % |

|  | 5.11 % |

|  | 1.70 % |

|  | 3.13 % |

### Concejos Municipales
|  | 7.84 % |

|  | 8.3 % |

|  | 3.2 % |

|  | 2.2 % |

|  | 4.1 % |

|  | 1.75 % |

|  | 11.16 % |

### Parlamento Centroamericano
|  | 17,9 % |

|  | 7,2 % |

|  | 6,9 % |

|  | 6,92 % |

|  | 2,1 % |

|  | 1,59 % |

|  | 7,69 % |